# Roeh Al-Qoedoes
De 'Roeh Al-Qoedoes' (Arabisch: الروح القدس) is de islamitische opvatting van de heilige geest.
Hier is sprake van het versterken van verschillende profeten, zoals Isa, door God met de heilige geest. In Soera De Profeten 91 is sprake van het inblazen van de geest in Maryam. In de islamitische traditie wordt de heilige geest ook gebruikt voor de engel Djibriel.
Eenzelfde standpunt is er bij de islam over de natuur van God. Hoewel zij het christendom als een monotheïstische godsdienst zien op basis van de opvattingen in de Koran en de status als Mensen van het Boek, worden opvattingen over een drie-eenheid van God als polytheïstisch gezien. Van de genoemde "helper" (parakleitos in het Grieks) in de Bijbel wordt aangenomen dat het om Mohammed gaat. (bron?)